# Le Désir en ballade
 Pour plus de détails, voir Fiche technique et Distribution
Le Désir en ballade est un film pornographique gay de Jean-Daniel Cadinot sorti en 1989.

## Synopsis
« La bourgeoisie du terroir a du bon car lorsque le père s'absente, les deux fils s'en donnent à cœur joie. Lorsqu'un métayer de passage se fait embaucher, les activités sexuelles redoublent. Ça irrite l'aîné qui le chasse. Reparti sur les routes, il est vite rejoint par le frère cadet qui va l'accompagner dans cette nouvelle aventure où leurs désirs les plus osés se verront comblés… »

## Fiche technique
- Titre original : Le Désir en ballade
- Titre anglais : Travelling Journeymen
- Réalisation : Jean-Daniel Cadinot
- Scénario : Jean-Daniel Cadinot
- Photographie : Jean-Daniel Cadinot
- Musique : Myriam Zadeck (pseudonyme de François Orenn)
- Producteur :
- Société de production : JDC
- Sociétés de distribution : French Art Vidéo
- Langues : français
- Format : Couleur
- Genre : pornographique
- Durée : 120 minutes
- Dates de sortie : 1989

## Distribution
- Gilles Barthélémy : Le vagabond
- Elyes Ardini	: Armand Pelletier
- Assan Ariana	: Sebastien, le garçon de ferme
- Jean-François Chambon : Édouard Pelletier
- Bruno de Walberg : Jean le pêcheur d'écrevisses
- Marco Tazzio : Victor, le garde chasse
- Jean-François Beaufort : Gaëtan le villageois
- Claude Busoli : Martial le métayer de Pelletier
- Angelo Despaz : Denis le maraîcher
- Jean-Jacques Elineau : Charles le copain des jeux interdits
- Gérard Memours : Docteur Édouard Pelletier

## Distinctions

### Prix
- GayVN Awards 1991 : meilleur réalisateur pour Jean-Daniel Cadinot[2]

### Nomination
- Grabby Awards 2006 : meilleure vidéo classique